# راندال إنوس
راندال إنوس (بالإنجليزية: Randall Enos)‏ هو رسام كارتون أمريكي، ولد في 30 يناير 1936 في نيو بدفورد في الولايات المتحدة.